# Anomis tingescens
Anomis tingescens là một loài bướm đêm trong họ Erebidae.